# Bernard Lorjou
Bernard Lorjou (Blois, 9 settembre 1908 – Saint-Denis-sur-Loire, 26 gennaio 1986) è stato un pittore e scultore francese.

## Biografia
Cresce in una famiglia povera e a sedici anni si stabilisce a Parigi, dove vive in condizioni di estrema ristrettezza economica. Un anno dopo giunge per lui la svolta, con l'assunzione presso una fabbrica di produzione di capi di vestiario. Negli anni svolge con successo l'attività di designer di vestiti, che lo fa conoscere in tutta la Francia. Sposa la pittrice Yvonne Mottet con cui apre uno studio di pittura a Montmartre. È del 1934 la sua prima opera pittorica  significativa: “La conquista dell'Abissina da parte degli Italiani”.
Dal 1945 si lega alla Galerie Du Bac di Parigi e realizza il dipinto “Miracolo di Lourdes”. La sua pittura, di matrice espressionista, si salda ben presto con le istanze del realismo socialista. Nel 1948 è l'ideatore del movimento artistico “L'Homme Temoin”, che accoglie tra le sue file anche Bernard Buffet e altri artisti francesi, orchestrati dalla regia del critico d'arte Jean Bouret. Il gruppo manda avanti una pittura di tipo antropologico e di aspra critica nei confronti dell'arte astratta. 
Nel 1949 inizia a dipingere la sua monumentale opera “Era Atomica” che completerà l'anno successivo e che è da considerare il suo capolavoro. Per molti critici è una risposta al quadro picassiano di Guernica. 
Sono gli anni in cui Lorjou mostra un grande impegno sociale ed anche un'indole a tratti provocatoria. Reagendo all'invasione sovietica dell'Ungheria realizza il lavoro “I massacri di Rambouillet”. Nel 1958 partecipa all'Esposizione universale di Bruxelles, ma la sua testimonianza di denuncia nei confronti della guerra di Algeria non piace al Governo francese. Ancor più sferzanti sono i suoi dipinti sul generale De Gaulle, che fanno parte del  ciclo sui “Re”. La denuncia sociale è un'arma affilata che Lorju usa con frequenza. Alla critica nei confronti dei potenti si accompagna quella verso il razzismo. I suoi dipinti sono lo specchio fedele della sua ideologia.
È anche attratto da eventi di cronaca come l'assassinio di Sharon Tate, che ispirano in lui un ciclo di quadri che riscuote notevole successo.
Si trova a suo agio oltre che con i pennelli, anche con la scultura.
Partecipa a numerose mostre ed esposizioni in tutto il mondo, tra cui si ricorda quella alla Biennale di Venezia del 1952, in cui viene premiato.
La sua opera “Era atomica”, di proprietà del Governo francese, è attualmente  esposta al Centro Georges Pompidou di Parigi.